# Xocoyolzintla
Xocoyolzintla är en ort i Mexiko.   Den ligger i kommunen Ahuacuotzingo och delstaten Guerrero, i den sydöstra delen av landet, 190 km söder om huvudstaden Mexico City. Xocoyolzintla ligger 1 290 meter över havet och antalet invånare är 1 566.
Terrängen runt Xocoyolzintla är huvudsakligen kuperad, men västerut är den bergig. Terrängen runt Xocoyolzintla sluttar norrut. Runt Xocoyolzintla är det glesbefolkat, med 20 invånare per kvadratkilometer. Närmaste större samhälle är Pantitlán, 15,8 km sydväst om Xocoyolzintla. I omgivningarna runt Xocoyolzintla växer huvudsakligen savannskog.